# Чарлтон, Дэйв
Дэвид Уильям Чарлтон (англ. David William Charlton; 27 октября 1936, Brotton, Норт-Йоркшир — 24 февраля 2013, Йоханнесбург) — южноафриканский автогонщик. Участник чемпионата мира среди гонщиков.

## Карьера
В 1960—1970-х годах часто участвовал в Гран-при ЮАР, который входил в календарь чемпионатов мира среди гонщиков. Помимо этого в 1971 году участвовал в двух европейских этапах сезона за команду Lotus, а в 1972 году при поддержке Lucky Strike — в трёх европейских этапах. Лучшим результатом за все время участия стало 12-е место на Гран-при ЮАР 1970 года.
В 1979—1975 годах шесть ряд подряд выигрывал чемпионаты Южной Африки среди гонщиков, которые проводились в классе «Формулы-1». В сезоне 1973 года выиграл 10 из 12 этапов чемпионата на машине Lotus 72D. За весь период участия в чемпионате выиграл 50 гонок, уступая по этому показателю только Джону Лаву, у которого 56 побед.